# Malatyaspor Kulübü
Il Malatyaspor Kulübü è una società calcistica turca con sede nella città di Malatya. Milita attualmente nella Amatör Futbol Ligleri, la sesta divisione del campionato turco.
I colori del club sono stati giallo e nero fino al 1984.

## Rosa
| N. |                    | Ruolo | Calciatore      |
| -- | ------------------ | ----- | --------------- |
|    | Turchia (bandiera) | P     | Taylan Aydoğan  |
|    | Turchia (bandiera) | P     | Önder Biçer     |
|    | Turchia (bandiera) | D     | Mustafa Sert    |
|    | Turchia (bandiera) | D     | Alper Akici     |
|    | Turchia (bandiera) | D     | Ali Şimşek      |
|    | Turchia (bandiera) | D     | Buğra Dinler    |
|    | Turchia (bandiera) | D     | Mahmut Acar     |
|    | Turchia (bandiera) | D     | Mehmet Yoldaş   |
|    | Turchia (bandiera) | C     | Ahmet Çetinkaya |
|    | Turchia (bandiera) | C     | Fatih Sezer     |

| N. |                    | Ruolo | Calciatore    |
| -- | ------------------ | ----- | ------------- |
|    | Turchia (bandiera) | C     | Mert Güneş    |
|    | Turchia (bandiera) | C     | Murat Avcu    |
|    | Turchia (bandiera) | C     | Mustafa Aslan |
|    | Turchia (bandiera) | C     | Talat Akça    |
|    | Turchia (bandiera) | C     | Tuncay Selçuk |
|    | Turchia (bandiera) | C     | Uğur Gölgeli  |
|    | Turchia (bandiera) | C     | Volkan Aydın  |
|    | Turchia (bandiera) | A     | Güven Gürsoy  |
|    | Turchia (bandiera) | A     | Hakan Koç     |
|    | Turchia (bandiera) | A     | Ergun Cengiz  |

## Palmarès

### Competizioni nazionali
- TFF 3. Lig: 1

1972-1973

### Altri piazzamenti
- Campionato turco:

Terzo posto: 1987-1988
- Coppa di Turchia:

Semifinalista: 1986-1987, 1988-1989